# Crown of Creation (zespół muzyczny)
Crown of Creation – niemiecki zespół muzyczny pochodzący z Hanoweru, grający muzykę opartą na syntezatorach, z pogranicza rocka i synth popu, nawiązującą do stylów new romantic i rocka elektronicznego. W ich muzycznym kierunku stworzyli swój własny styl: muzyka pop z silnymi wpływami trance.

## Życiorys
Zespół został zołożony w roku 1985. Nazwa zespołu wywodzi się od nazwy albumu Crown of Creation grupy Jefferson Airplane.
Zespół rozpoczął swoją działalność w miejscowości Großmoor (gmina Adelheidsdorf) i przeniósł się do Hanoweru w 1987 roku. W 1993r. po licznych zmianach składu grupy, zespół wszedł do studia, którego właścicielem był Rick J. Jordan (Scooter), z Nicole Sukar i nagrał wspierany przez producenta muzycznego Hermana Franka (Accept), debiutancki album „Real Life”. Po publikacji (1994) nowym gitarzystą zespołu został Olaf Oppermann.
W 1994 i 1995 roku zespół koncertował w Seine-et-Marne, pod Paryżem. W 1998 roku nastąpił rozpad zespołu. Po 11 latach nieobecności Crown of Creation w 2009 roku wznowił działalność. Nową wokalistką została Anne Crönert.
W roku 2010 ukazała się płyta maxi CD „Darkness in your Life” Videoclip do utworu tytułowego powstał przy współpracy z grupą taneczną Dance Factory z Lachendorfu. Począwszy od 8 maja 2010 w czasopiśmie „Wathlinger Boten” oraz „Wathlinger Echo” pojawił się cykl artykułów opisujący nowości oraz fakty z dwudziestopięcioletniej historii zespołu.
Na Boże Narodzenie 2010 roku, zespół podarował swojemu rodzinnemu miastu Hanowerowi piosenkę „At Christmas Time”.
Dzieci z chóru szkoły podstawowej Adelheidsdorf były z zespołem w sierpniu 2011 roku w studiu w Hanowerze, by zaśpiewać refren „Child’s Eyes” i trzech niemieckojęzycznych partii.
W 2012 roku ukazały się na wydanej w celu charytatywnym kompilacji „Made in Ce(lle)” dwa utwory zespołu. Płyta z której dochód przeznaczony został na hospicjum dziecięce powstała przy aktywnej współpracy zespołu w zakresie produkcji i marketingu.
W 2013 roku ukaże się nowy maxisingel pod tytułem „With the Rhythm in my Mind”. Agencja emovion przygotowuje aktualnie wideo-produkcje do piosenki tytułowej i utworu „Childs Eyes”. 18 sierpnia 2015 ukazał się ich album kompilacyjny zatytułowany „Best of Crown of Creation – 30 Jahre Bandgeschichte 1985–2015”.

## Członkowie zespołu
- Matze / Matthias Blazek (syntezator)
- Thomas / Thomas Czacharowski (syntezator)

## Byli członkowie
- Michaela Rutsch (wokal – 1986)
- Bobby / Anja Wieneke (wokal – do 1987)
- Sabine Mertens (wokal 1987/88 i 1990)
- Mussi / Mustafa Akkuzu (gitara 1987–1988)
- Frank Pokrandt (wokal 1988)
- Claudia Rohde (wokal 1988–1989)
- Andreas Harms (gitara 1988–1989)
- Thomas Richter (bas 1988–1989)
- Dirk Schmalz (gitara 1989)
- Angela Thies (wokal 1990)
- Martin Zwiener (syntezator 1992)
- Nicole Sukar (wokal 1992–1994)
- Nicole Knauer (wokal 1993–1998)
- Oppi / Olaf Oppermann (gitara 1994–2010)
- Anne / Anne Crönert (wokal 2009–2013)
- Adrian / Adrian Lesch (syntezator 1994–2015)

## Dyskografia
- 1994: Real Life (ContraPunkt)
- 1998: Crown of Creation meets Friends (self-rozproszone)
- 2001: Paulinchen (w tym Memory)
- 2003: Berenstark 10 (zawiera When Time is lost)
- 2004: Berenstark 11 (obejmuje Friends)
- 2010: Abstürzende Brieftauben – TANZEN (zawiera When Time is lost)
- 2010: Maxi-CD Darkness in your Life
- 2011: W.I.R. prezentuje: Celle’s Greatest (zawiera Regrets)
- 2012: Celle przedstawia projekt integracji: Made in Ce (Uciekaj z Vampires in the Moonlight w Run away), Sampler przyjęciem prac dzieci hospicjum w powiecie Celle
- 2013: Maxi-CD With the Rhythm in my Mind
- 2015: Best of Crown of Creation – 30 Jahre Bandgeschichte 1985–2015
- 2019: Maxi-CD Tebe pojem
- 2024: Maxi-CD Everlasting Love (Calygram Records)

## Literatura
- Matthias Blazek: Das niedersächsische Bandkompendium 1963–2003 – Daten und Fakten von 100 Rockgruppen aus Niedersachsen. Celle 2006, str. 46–47 ISBN 978-3-00-018947-0
- 25 Jahre Crown of Creation 1985–2010. Musikszene Hannover – Ein Bilderreigen. Adelheidsdorf 2010
- Matthias Blazek i Wolfgang Evers: Dörfer im Schatten der Müggenburg. Self-publikacji, Celle 1997, str. 563 i nast